# Amt Orscholz
Das Amt Orscholz war ein Verwaltungsbezirk (Amt) im Landkreis Saarburg im Regierungsbezirk Trier.
Nach dem Preußischen Gemeindelexikon von 1930 war der Landkreis in folgende Ämter eingeteilt:
Freudenburg, Irsch-Beurig, Orscholz, Perl, Saarburg-Land, Sinz-Nennig, Tawern und Zerf.
1931 war der Verwaltungssitz in Freudenburg und der Bürgermeister hieß Basten.
Die Amtsvertretung hatte 12 Sitze.
Es bestand eine Personalunion mit dem Amt Freudenburg.
Von den 5643 Einwohnern waren 5597 katholisch, 40 evangelisch und 6 israelisch.
Die Gesamtfläche betrug 6010 Hektar (ha), davon bebaute Fläche 102 ha, Ackerland 2428 ha, Wald- und Wiesenfläche 2801 ha.
Zugehörige Gemeinden waren (Stand 1931):
1. Gemeinde Büschdorf: Mischgemeinde
2. Gemeinde Eft-Hellendorf: Mischgemeinde
3. Gemeinde Nohn: Mischgemeinde
4. Gemeinde Orscholz: Mischgemeinde
5. Gemeinde Tünsdorf: Mischgemeinde
6. Gemeinde Wehingen-Bethingen: Mischgemeinde
7. Gemeinde Weiten: Mischgemeinde

## Geschichte
Das Amt Orscholz entstand 1927 aus der Bürgermeisterei Orscholz und kam 1946 zum Amt Mettlach im saarländischen Landkreis Merzig-Wadern.